# Хоакін Вентура
Хоакін Вентура (ісп. Joaquín Ventura, нар. 27 жовтня 1956) — сальвадорський футболіст, що грав на позиції півзахисника.
Виступав, зокрема, за «Агілу», а також національну збірну Сальвадору.

## Клубна кар'єра
Більшу частину кар'єри провів у клубі «Агіла», з якою став чотириразовим чемпіоном Сальвадору, а також переможцем Кубка чемпіонів КОНКАКАФ 1976 року.
Також протягом 1980—1981 років захищав кольори клубу «Сантьягеньйо». Завершив професійну кар'єру футболіста виступами за команду «Агіла» у 1988 році.

## Виступи за збірну
1980 року дебютував в офіційних матчах у складі національної збірної Сальвадору.
У складі збірної був учасником чемпіонату світу 1982 року в Іспанії, де зіграв у всіх трьох матчах — проти Угорщини (1:10), Бельгії (0:1) та Аргентини (0:2), а команда встановила антирекорд чемпіонатів світу.

## Досягнення
- Чемпіон Сальвадору (4): 1975, 1976, 1983, 1987/88
- Володар Кубка чемпіонів КОНКАКАФ (1): 1976
- Срібний призер Чемпіонату націй КОНКАКАФ: 1981